# Vi en l'antiga Grècia

Influència grega en el

El vi en l'antiga Grècia va ser important no només per a la indústria del vi grec sinó per al desenvolupament de quasi totes les regions vinícoles europees i per a la mateixa història del vi. La importància que la vinicultura va tenir en la societat grega antiga pot veure's en una cita de l'historiador Tucídides: 
| « | els pobles del Mediterrani van començar a emergir del barbarisme quan van aprendre a conrear oliveres i vinyes. | » |

Els antics grecs van ser pioners en nous mètodes de viticultura i producció de vi que van compartir amb les antigues comunitats vinícoles en el que actualment és França, Itàlia i Rússia, així com d'altres a través del comerç i la colonització. Pel camí van influir marcadament en les antigues cultures vinícoles europees dels celtes, etruscs, escites i finalment els romans.

## Orígens

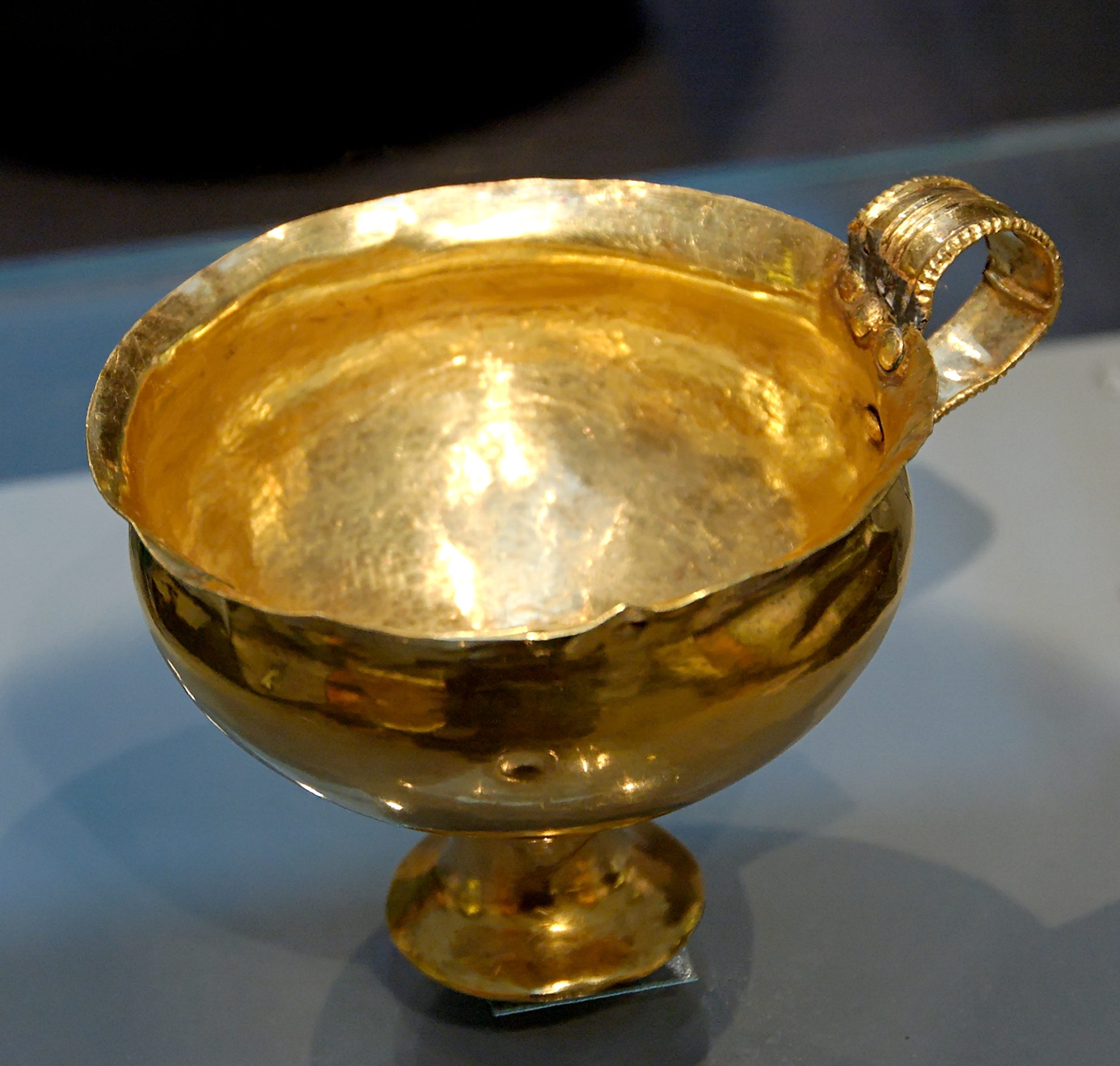
Calçe daurat de l'època micènica.

La viticultura ha existit a Grècia des de finals del Neolític, i el conreu domèstic es va generalitzar a començaments de l'edat del bronze. A través del comerç amb l'antic Egipte, la civilització minoica de Creta va tenir accés als mètodes vinícoles egipcis, una influència que molt probablement van tenir sobre la Grècia micènica. Els palaus minoics van tenir les seves corresponents vinyes, com Spirídon Marinatos va demostrar en les excavacions just al sud del jaciment del palau d'Archanes, i l'equivalent minoic d'una vil·la rústica dedicada a la producció de vi va ser desenterrada a Zakros el 1961.
En la civilització minoica de mitjan mil·lenni II aC, el vi i el toro sagrat estaven relacionats en la forma de copes amb forma de banya anomenades ríton; el nom Oinops ('de color de vi') apareix dues vegades en tauletes lineal B de Cnossos, i també es repeteix dues vegades per Homer. Al costat de l'oliva i el gra, el raïm era un important conreu vital per al sosteniment i desenvolupament de la comunitat: el calendari grec antic seguia el curs de l'any del vinater.
Una de les primeres premses de vi conegudes va ser descoberta en el Palékastro, a Creta, i és aquesta illa des d'on es creu que els micènics van estendre la viticultura a altres llocs de la mar Egea i prou probablement al continent grec.
En la civilització micènica, el vi va adquirir una major importància cultural, religiosa i econòmica. Els registres inscrits en tauletes d'argila en lineal B inclouen detalls sobre vins, vinyes i mercaders de vi, així com una primitiva al·lusió a Dionís, el déu grec del vi. Els grecs van incrustar l'arribada de la cultura vinícola a les mitologies de Dionís i de l'heroi Aristeu. El vi també exercia un paper important als mites de d'Ícar, que donava la benvinguda al déu i el seu regal, i d'Amfitrió, que va ensenyar la tècnica civilitzada de mesclar vi i aigua, la falta del qual va excitar els centaures i va provocar la guerra entre aquests i els làpites. Restes antigues d'àmfores en llocs com Xipre, Egipte, Palestina, Sicília i el sud d'Itàlia demostren que els micènics van comerciar activament amb vi per tot el món antic.

## Colonització i comerç

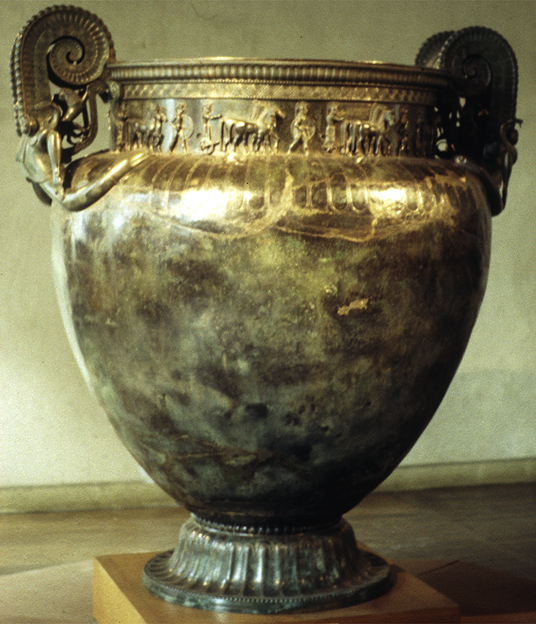
crater de la Tomba de Vix.

A mesura que les ciutats estat gregues fundaven colònies per tot el Mediterrani, els colons portaven ceps amb ells, a més a més de conrear les varietats salvatges que trobaven. Sicília i el sud d'Itàlia formaven algunes de les colònies més antigues, i eren zones que ja tenien abundants vinyes. Els grecs van anomenar la part sud de la península Itàlica Oenotria ('terra de vinyes'). Els colons a Massàlia (Marsella, al sud de França) i al llarg de la costa de la mar Negra van seguir aviat, amb expectatives no només de produir localment el vi necessari per al seu propi consum, sinó també de crear oportunitats comercials per a satisfer la demanda de les ciutats estat properes. Atenes va ser un gran i lucratiu mercat per al vi; es van formar importants vinyes a l'Àtica i a l'illa de Tassos per a cobrir la seva demanda. Els historiadors del vi han teoritzat que els grecs degueren introduir la viticultura a Espanya i Portugal, però també és probable que els fenicis arribessin a aquestes regions abans.
Les monedes gregues d'èpoques clàssiques, encunyades sovint amb dissenys de raïms, ceps i copes de vi, van ser testimonis de la importància del vi en l'economia grega antiga. Amb cada soci comercial important, des de Crimea, Egipte, Escítia, Etrúria i més enllà, els grecs van intercanviar el seu coneixement de viticultura i producció del vi, així com els fruits de la seva pròpia producció. Milions d'unitats d'àmfores, portant els segells distintius de diferents ciutats estat i illes egees han estat desenterrats pels arqueòlegs, demostrant l'abast de la influència grega.
Un naufragi descobert a la vora de la costa sud de França incloïa prop de 10.000 àmfores contenint uns 300.000 litres de vi grec, presumiblement destinat al comerç amb la Gàl·lia, pujant per Roine i el Saona. S'ha estimat que els grecs enviaven quasi 10 milions de litres de vi a la Gàl·lia cada any a través de Massàlia. El 1929, la descoberta de la Tomba de Vix a prop de Borgonya va desvelar diversos objectes que demostraven els forts llaços entre els comerciants de vi grecs i els habitants cèltics locals. El més important era una gran crater de manufactura grega, dissenyada per a contenir més de 1000 litres de vi.

## Influències de la viticultura i la producció de vi

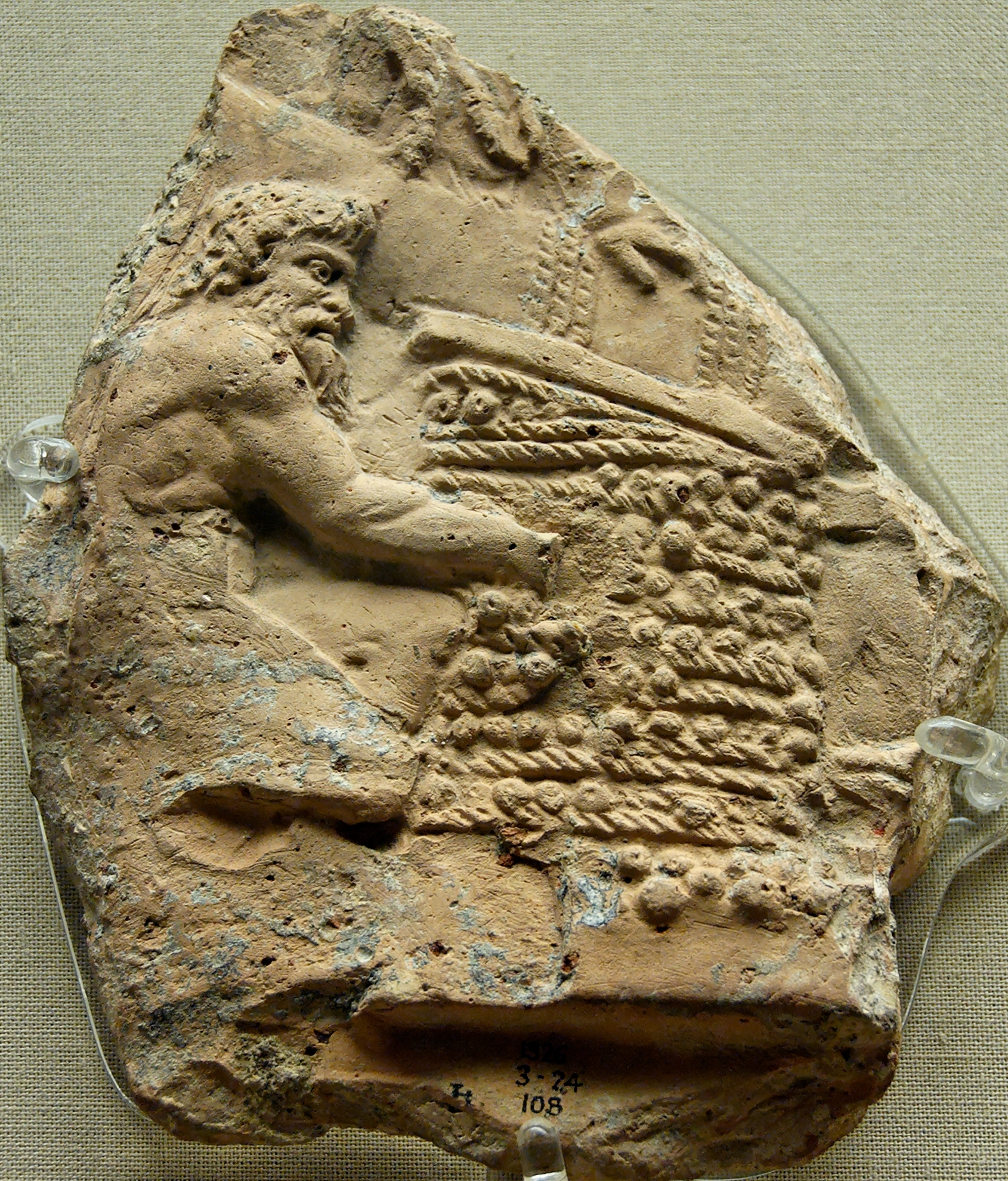
Un relleu en terracota representant a sàtirs esprement el raïm trepitjat en estores de vimet.

Els grecs antics anomenaven la vinya conreada hemeris, 'domada', que podia créixer per si sola. A partir d'un enorme rizoma es va tallar una imatge de culte de la Gran deessa que va ser erigida en la costa de Frígia pels argonautes. L'última Dionisíaques de Nonno relata la primitiva invenció de la premsa de vi, atribuïda a Dionís, i la descripció d'Homer de l'escut d'Aquil·les explica que part de la seva decoració cisellada mostrava la verema d'una vinya envoltada per una trinxera i una tanca, estant les vinyes en files recolzades sobre estaques. L'escriptor grec del segle iv aC, Teofrast, va deixar un detallat registre d'algunes de les influències i innovacions gregues en l'àmbit de la viticultura. Una important tècnica va ser l'estudi de les terres de les vinyes i la seva correspondència amb els ceps específics. Homer va escriure que Laertes, pare de Odisseu, tenia unes 50 varietats plantades en diferents parts de la seva vinya. Una altra va ser el control dels rendiments per a la millor concentració de gusts i qualitat, més que una major producció; l'economia contemporània afavoria els rendiments alts per a la majoria dels conreus, i limitar intencionadament la producció agrícola estava lluny de ser un costum habitual en el món antic. Teofrast també va detallar el costum d'usar un brot basal i estaques per plantar noves vinyes. Els grecs també van practicar l'emparrat, amb ceps en estaques per facilitar el seu conreu i verema, en lloc de deixar-les créixer com ara arbusts o sobre arbres. Encara que els ampelògrafs no han estat capaços d'identificar els avantpassats exactes de cap varietat de raïm actual entre les usades pels antics grecs, diverses varietats com l'Aglianico (també coneguda com a Helleniko), Grechetto i Trebbiano (també nomenada Greco) tenen una distintiva herència grega. No totes les tècnica vitícoles gregues van ser adoptades àmpliament per altres regions vinícoles. Algunes vinyes gregues empraven el misticisme com a forma de protegir-se de la malaltia i el mal temps; un mètode implicava que dos treballadors de la vinya prenguessin un gall blanc viu i el partissin per la meitat, portant cada un el seu tros prop del perímetre de la vinya en direccions oposades i enterrant-los en el punt en què es trobessin.
Els grecs van practicar una forma primitiva de trepitjat del raïm. Es posaven cistelles de vimet plenes de raïms en cisternes de fusta o terrissa amb una corda i tauló damunt. Els treballadors de la vinya se subjectaven de la corda per mantenir l'equilibri i aixafaven els raïms amb els seus peus. De vegades això es feia amb l'acompanyament d'un altre obrer tocant la flauta de forma festiva. Després del premsat, els raïms s'hi posaven en grans pithoi perquè fermentessin. Les obres d'Hesíode i l'Odissea d'Homer inclouen algunes de les primeres mencions a la producció de vi de panses, deixant els raïms acabats de veremar en estores perquè s'assequin fins quasi panses abans de premsar-les. Un vi de Lesbos conegut com a Protropon va ser un dels primers coneguts fets exclusivament amb suc «lliure», pres sol de carrassos de raïm premsats sota el seu propi pes. Altres innovacions gregues inclouen la collita deliberada de raïms sense madurar per obtenir un vi més àcid per mesclar. La cocció del most de raïm va ser descoberta com un altre mitjà d'afegir dolçor al vi. Els grecs creien que el vi també podia millorar-se afegint additius com resina, herbes, espècies, aigua marina, salmorra, oli i perfum. El retsina i el vermut són exemples moderns d'aquest costum.
Tan tard com al Segon Concili de Constantinoble l'any 691 dC., exactament tres segles després que Teodosi va tancar els temples, va haver de dictar-se un cànon prohibint expressament els crits de «Dionís» entre els qui trepitjaven el raïm, que continuaven fent servir màscara, recomanant-se en lloc seu el Kyrie Eleison. En representacions antigues, els trepitjadors de raïm eren invariablement sàtirs y silès: «eren de fet trepitjadors de raïm disfressats», observa Kerényi. En imatges medievals són camperols els qui trepitgen el raïm amb les robes ficades en els seus cinturons.

## Vi grec
En l'època antiga, la reputació d'un vi depenia més de la regió de procedència que del productor o vinya concreta. En el segle iv aC, el vi més car venut a Atenes era el vi natural de Quios, a un preu per entre un quart a dos dracmes antigues per chous (aproximadament 4 ampolles de 75 cl actuals). Com a crítics de vins primitius, els poetes grecs llançaven elogis a uns certs vins i parlaven negativament dels que no complien les seves expectatives. Els vins que se citaven amb una major freqüència com de bona qualitat eren els de Calcídica, Quios, Cos, Lesbos, Mendes, Naxos, Skópelos i Tassos. Entre els vins individuals que van ser elogiats estaven dos d'origen misteriós: el biblino i el pramno. Es creu que el biblino era un vi fet de forma semblant al fenici de Biblos, molt elogiat per la seva fragància perfumada per escriptors grecs com Arquèstrat de Gela. Es pensa que la versió grega d'aquest vi va sorgir a Tràcia d'una varietat de raïm conegut com a biblina. El vi pramno es trobava en diverses regions, especialment a Lesbos però també a Icària i Esmirna. Ateneu va suggerir que pramno era un nom genèric al·lusiu al vi fosc de bona qualitat i potencial envelliment.

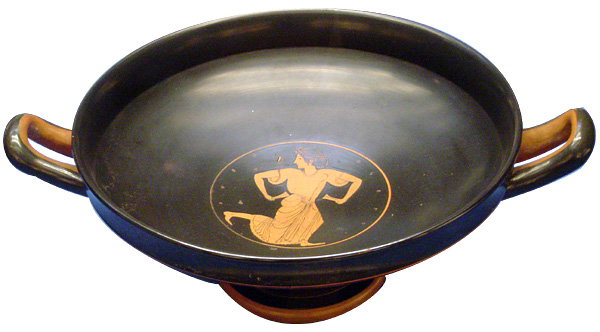
Un kílix utilitat per a servir vi grec.

La primera referència a un vi amb nom es deu al poeta líric Alcman (segle VII aC), que va elogiar el Dénthis, un vi de les parts occidentals dels monts Taígetos a Messènia, com anthosmias ('que fa olor de flors'). Aristòtil va esmentar un vi lemnio, que probablement fos el mateix que l'actual varietat Lemnió, un vi negre amb un buqué d'orenga i farigola. Si fos així, aquest vi seria la varietat més antiga conreada. Homer també va fer freqüents al·lusions al 'mar de color vi fosc' (οἶνωψ πόντος, oīnōps mars).
L'estil més comú de vi a l'antiga Grècia era dolç i aromàtic, encara que també es produïen vins més secs. El seu color anava de fosc, quasi negre a lleonat i fins blanc. L'oxidació era un defecte freqüent i molts vins no duraven més enllà de la següent collita. Els vins que es conservaven bé i envellien eren molt apreciats, amb Hermip d'Atenes descrivint els millors vins madurs amb un buqué de «violetes, roses i jacint». Els poetes còmics remarcaven que a les dones grega els agradava «el vi vell però als homes els joves». El vi gairebé sempre es diluïa, normalment amb aigua o neu quan es volia servir fred. Els grecs creien que solament els bàrbars bevien vi sense mesclar ni diluir, i que el rei espartà Cleòmenes I va embogir una vegada després de beure vi d'aquesta forma.

## El vi en la cultura grega

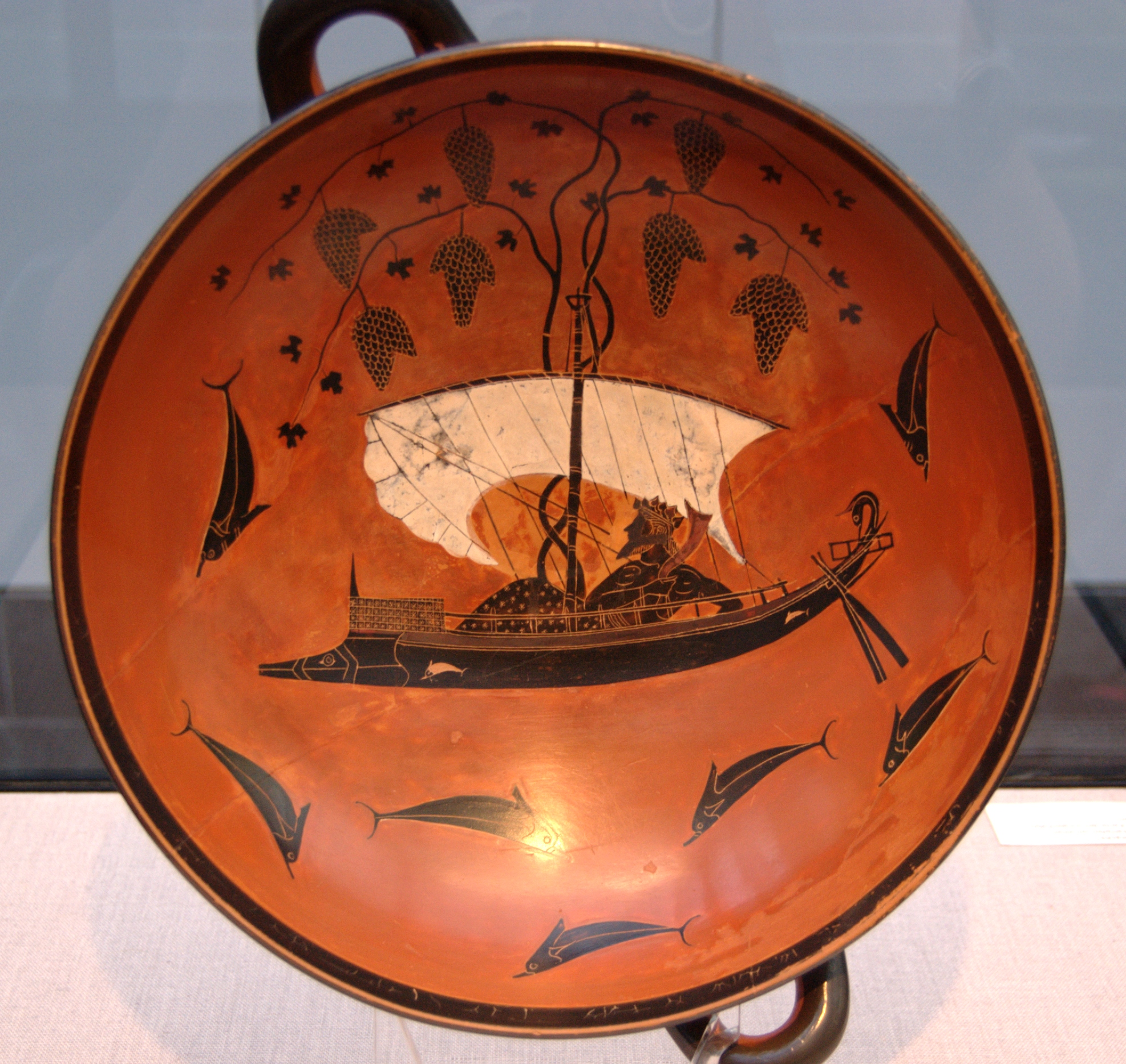
El vi a Grècia mai no va estar allunyat de la seva relació mística amb el culte a Dionís. Cílix àtic de figures negres, circa 530 aC, representant Dionís a bord d'un vaixell amb ceps embolicades entre els seus raptors transformats en dofins.

A més a més de la seva presència bé de consum, el vi també exercia importants papers religiosos, socials i medicinals a la societat grega. La 'festa del vi' era una festa de la Grècia micènica que celebrava el «mes del vi nou». El culte de Dionís era molt actiu, si no misteriós, i va ser immortalitzat a l'obra de Eurípides Les bacants. Al llarg de tot l'any se celebraven diverses festes en honor del déu del vi. L'Antestèria se celebrava al febrer i assenyalava l'obertura de les gerres de vi de la verema de la tardor anterior. La festa incloïa una processó per Atenes duent gerres de vi i concursos de bevedors. Les Dionísia incloïen representacions teatrals tant de comèdies com de tragèdies en honor del déu del vi. Aquesta beguda era un component freqüent en el simposi que de vegades incloïa el joc del Còtabos, que implicava llançar els pòsits del vi des d'una copa buida a una diana.
L'ús medicinal del vi va ser estudiat amb freqüència pels grecs. Hipòcrates va realitzar una investigació exhaustiva sobre això, fent servir vi com cura per a les febres, la convalescència i com antisèptic. També va estudiar el seu efecte sobre els excrements humans dels seus pacients. Els metges grecs prescrivien diversos tipus de vi per usar-los com analgèsics, diürètics, tònics i digestius. Els grecs també eren conscients d'alguns efectes negatius per a la salut del vi, especialment quan es consumia sense moderació. Ateneu va fer freqüents mencions a la ressaca  provocada pel vi i diversos remeis per la mateixa. El poeta Eubule de Cèttia va advertir que tres bols o kílix eren la quantitat idònia de vi a consumir. El nombre de tres bols com a moderació és un tema comú en tota la literatura grega: l'actual ampolla de vi de 75 cl conté aproximadament tres gots per a dues persones.
 En la seva obra de circa el 375 aC Sémele o Dionís, Eubule fa que Dionís digui: 
| « | Tres bols mesclo per als moderats: un per a la salut, que buiden primer, el segon per a l'amor i el plaer, el tercer per dormir. Quan aquest bol es beu, els invitats savis se'n van a casa. El quart bol ja no és nostre, sinó que pertany a la violència; el cinquè al tumult, el sisè a l'adelitament embriac, el setè als ulls negres, el vuitè és el de la policia, el novè pertany a la bilis, i el desè a la bogeria i el llançament de mobles. | » |